# Gać (Główczyce)

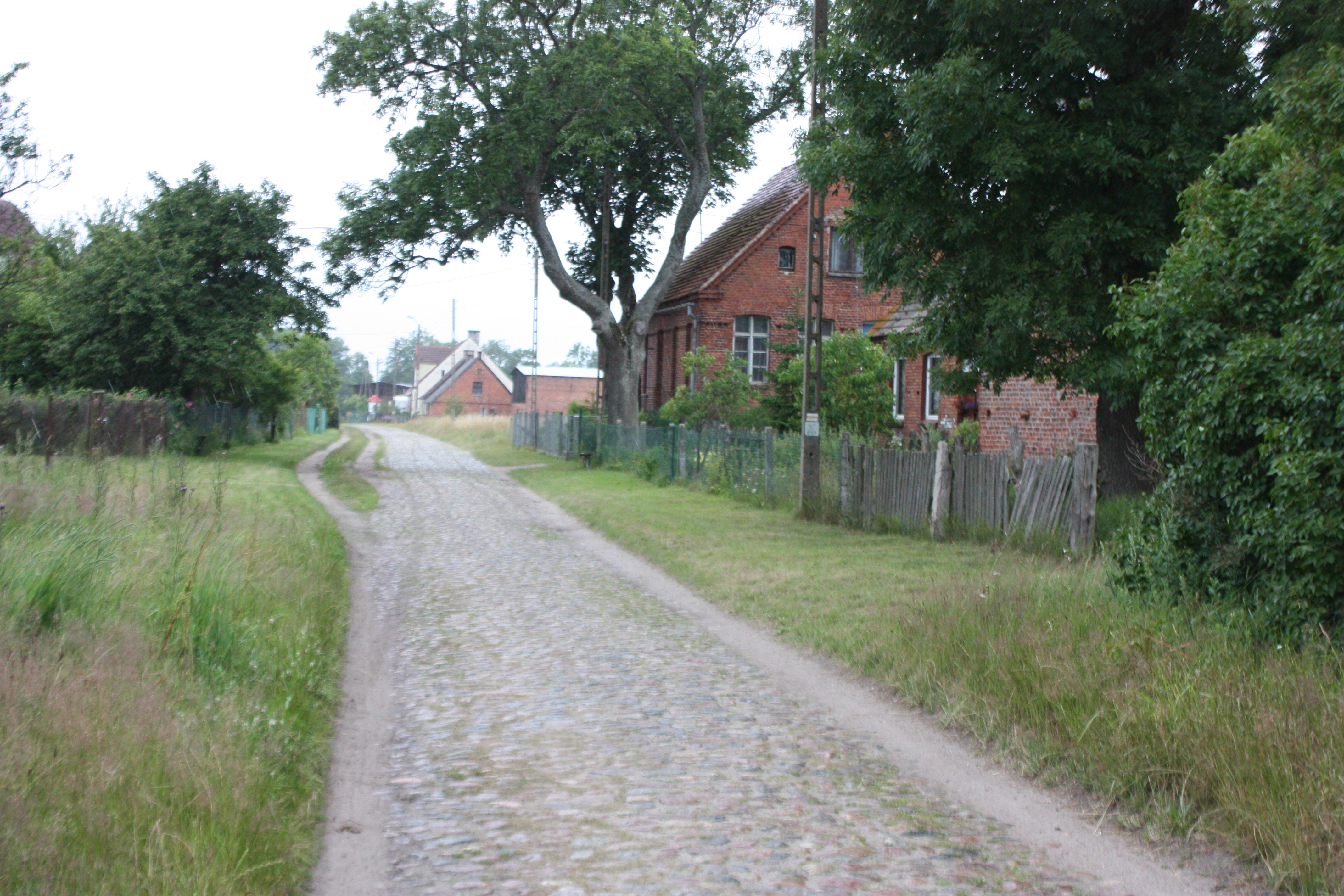
Gać, vesnice

Gać (kašubsky Gac, Gace nebo Szpék a německy Speck) je stará vesnice Pomořanských Slovinců (kašubská) v Polsku, v Pomořském vojvodství, okres Słupsk, gmina Główczyce. 
Leží na jižním břehu jezera Łebsko, ve Slovinském národním parku. Ve vsi sídlí pracoviště správy národního parku. Je vzdálena asi 11 km na severovýchod od městečka Główczyce, 38 km severovýchodně od města Słupsk, a 85 km severozápadně od hlavního města regionu, Gdaňsku. Před rokem 1945 byla ves součástí Německa. Poblíž vsi se nachází správní centrum Izbica a nedaleko naučná stezka po botanických zajímavostech v mokřadní rezervaci Wielkie Bagno.
Poblíž vsi byla těžena rašelina a vedla sem železnice. Nyní je ložisko rašeliny vyčerpáno. Dopravní infrastruktura není v dobrém stavu.

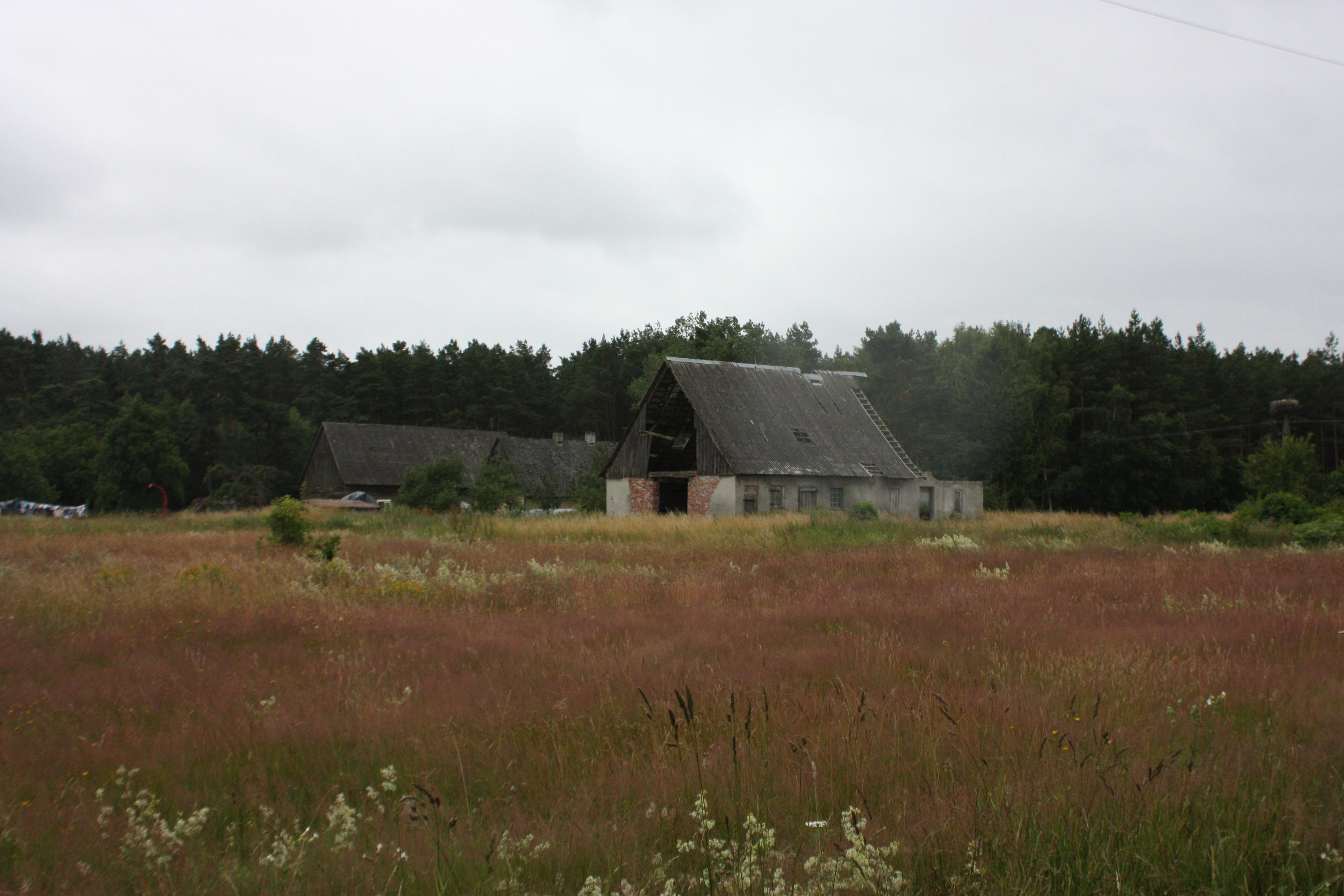
Gać, vesnice

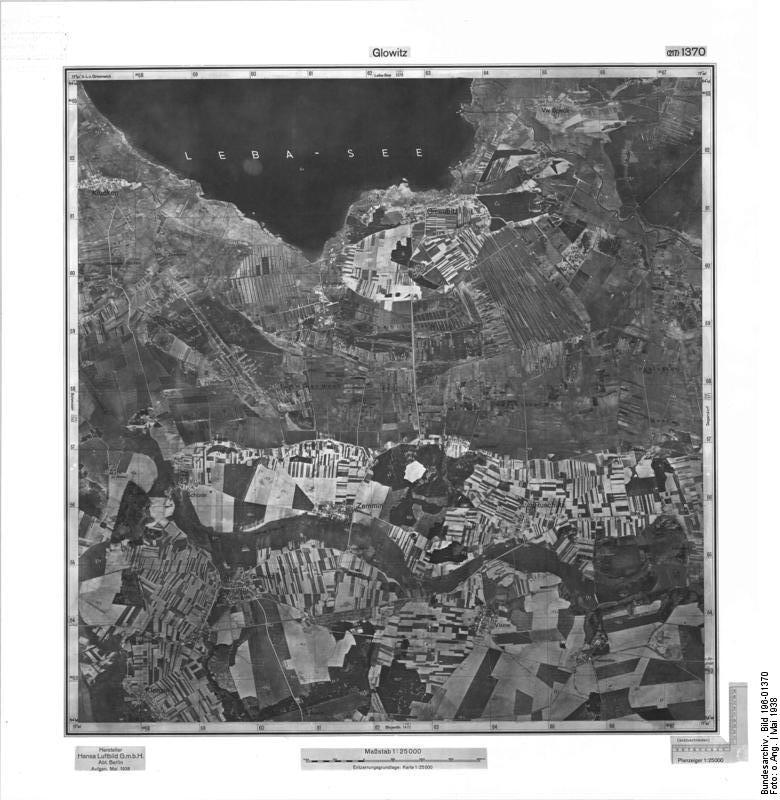
okolí Główczyce (něm.Glowitz) v roce 1938

## Příroda
- Rezerwat przyrody Bielice
- Rezerwat przyrody Bory Torfowe
- Rezerwat przyrody Gackie i Żarnowskie Łęgi
- Rezerwat przyrody Olszyna